# 拉博埃西路
拉博埃西路（法語：Rue La Boétie）是巴黎第八区的一条街道，得名于法国作家艾蒂安·德·拉博埃西，始于rue d'Astorg（近奥斯曼大道及马勒塞尔布大道路口），经过圣奥诺雷市郊路，止于香榭丽舍大街。